# Roland Eschlmüller
Roland Eschlmüller (6 ottobre 1943) è un ex calciatore austriaco, di ruolo centrocampista.

## Carriera

### Nazionale
Esordisce il 27 maggio 1967 contro l'Inghilterra (0-1).

## Palmarès

### Club

#### Competizioni nazionali
- Campionato austriaco: 3

Wacker Innsbruck: 1970-1971, 1971-1972
SSW Innsbruck: 1969-1970
- Coppa d'Austria: 2

Wacker Innsbruck: 1972-1973
SSW Innsbruck: 1972-1973